# هایلیگنکراویتس (نیدراسترایش)
هایلیگنکراویتس (به آلمانی: Heiligenkreuz) یک منطقهٔ مسکونی در اتریش است که در ناحیه بادن واقع شده‌است. هایلیگنکراویتس ۱٬۴۲۲ نفر جمعیت دارد.